# مصطفى محمد فضيل
مصطفى محمد فضيل (بالإنجليزية: Mustafa Mohamed Fadhil)‏ (المعروف أيضا باسم عبد الوكيل المصري وأبو جهاد النوبي) (23 يونيو 1976 - 2001) كان مواطن كيني مصري، ولقد كان مطلوب من قبل حكومة الولايات المتحدة منذ 10 أكتوبر 2001 لتورطه في تفجير سفاراتها في دار السلام، تنزانيا، ونيروبي، كينيا عام 1998 ولقد قتل في أفغانستان في عام 2001.